# Eugenio Gómez Mir
Eugenio Gómez Mir (Granada, finales del siglo XIX-20 de febrero de 1938) fue un pintor español de principios del xx que se enmarca dentro del estilo modernista.

## Biografía
Nacido, según la fuente, en 1877 o el 19 de diciembre de 1887, se formó en la escuela de Madrid y en París, a partir de 1900, con Muñoz Degrain. Fue profesor de la Escuelta de Artes y Oficios de Granada.
Sus obras se pueden dividir en dos etapas: en sus inicios, donde realiza dibujos a plumilla junto con el uso de acuarela sobre papel, y una etapa posterior caracterizada por el empleo del óleo sobre lienzo o cartón.
Influenciado por Santiago Rusiñol y por Joaquín Sorolla, sus principales creaciones muestran principalmente diversos paisajes de su tierra natal, Granada, Sierra Nevada y la Alpujarra, donde desarrolla el color con estudios de luces de raíz modernista; algunas de ellas son: Jardines altos del Generalife, Paisaje de la Alpujarra o La torre del castillo, por ejemplo. Pero también utilizó otros tipos de pinturas, como los bodegones, donde representa objetos sin vida en un espacio determinado, como animales de caza, frutas, flores, utensilios de cocina, de mesa o de casa y antigüedades. Falleció el 20 de febrero de 1938.

## Galería
|  |
|  |

|  |
|  |

|  |
|  |

|  |
|  |

|  |
|  |

|                                                                                      |
| Carrera de Darro (Granada). (acuarela sobre papel, 24,2x31,9). Colección particular. |

|                                                                                              |
| Paisaje de la Alpujarra Óleo sobre lienzo (117,5 x 135 cm) Museo de Bellas Artes de Granada. |